# Грго гре у Пазин
„Грго гре у Пазин” је југословенски ТВ филм из 1983. године. Режирао га је Владимир Фулгоси а сценарио је написао Милан Раковац.

## Улоге
| Глумац        | Улога |
| ------------- | ----- |
| Ета Бортолаци |       |
| Давор Јурешко |       |
| Ненад Сегвић  |       |
| Милан Срдоч   |       |
| Марио Востен  |       |